# Cryptochetum mineuri
Cryptochetum mineuri är en tvåvingeart som beskrevs av Seguy 1953. Cryptochetum mineuri ingår i släktet Cryptochetum och familjen Cryptochetidae.
Artens utbredningsområde är Marocko. Inga underarter finns listade i Catalogue of Life.